# Federico Pizarro (piłkarz ręczny)
Federico Pizarro (ur. 7 września 1986 w Buenos Aires) – argentyński piłkarz ręczny, reprezentant kraju, gra na pozycji prawego skrzydłowego.
Grał dla reprezentacji Argentyny na trzech igrzyskach olimpijskich – Londynie, Rio de Janeiro oraz Tokio. Czterokrotnie sięgał po medal igrzysk panamerykańskich – złoty w 2011 i 2019 roku oraz srebrny w 2007 i 2015 roku. Jest również ośmiokrotnym uczestnikiem mistrzostw świata (w latach 2007-2017 oraz 2021-2023).